# IC 746
IC 746 ist eine Spiralgalaxie vom Hubble-Typ Sbc mit ausgedehnten Sternentstehungsgebieten im Sternbild Löwe auf der Ekliptik. Sie ist schätzungsweise 223 Millionen Lichtjahre von der Milchstraße entfernt und hat einen Durchmesser von etwa 75.000 Lichtjahren. Gemeinsam mit fünf weiteren Galaxien bildet sie die NGC 3997-Gruppe (LGG 260).

Im selben Himmelsareal befinden sich u. a. die Galaxien NGC 3944, NGC 3987, NGC 3989, NGC 3993.
Das Objekt wurde am 13. April 1893 vom französischen Astronomen Stéphane Javelle entdeckt.